# Adda
L'Adda (in lombardo Ada) è un fiume dell'Italia settentrionale, il cui corso è interamente compreso in Lombardia. Il nome potrebbe per alcuni derivare dal latino "Ad dua" con il significato di "due sorgenti", mentre secondo altri studiosi il nome sarebbe di origine celtica, derivando dal vocabolo "abda", nel senso di “acqua che scorre impetuosa”.
Con un percorso che si sviluppa per 313 km, è il quarto fiume italiano per lunghezza dopo il Po, l'Adige e il Tevere e il sesto per ampiezza di bacino dopo il Po, il Tevere, l'Adige, il Tanaro e l'Arno. È il fiume più lungo d'Italia che non sfocia direttamente nel mare. È il più lungo affluente del Po e della penisola e attraversa le Province di Sondrio, Como, Lecco, Bergamo, Monza e Brianza, Milano, Cremona e Lodi. 
È il principale fiume della Valtellina, oltre che maggiore immissario del Lario, e sfocia nel Po in località Brevia nel comune di Castelnuovo Bocca d'Adda, in provincia di Lodi. Possiede una notevole importanza storica, culturale e ambientale, attraversando il Parco nazionale dello Stelvio, due parchi regionali e l'Ecomuseo Adda di Leonardo.

## Percorso
(Alessandro Manzoni, I promessi sposi, capitolo I, p. 9)

### Sorgente e Valtellina

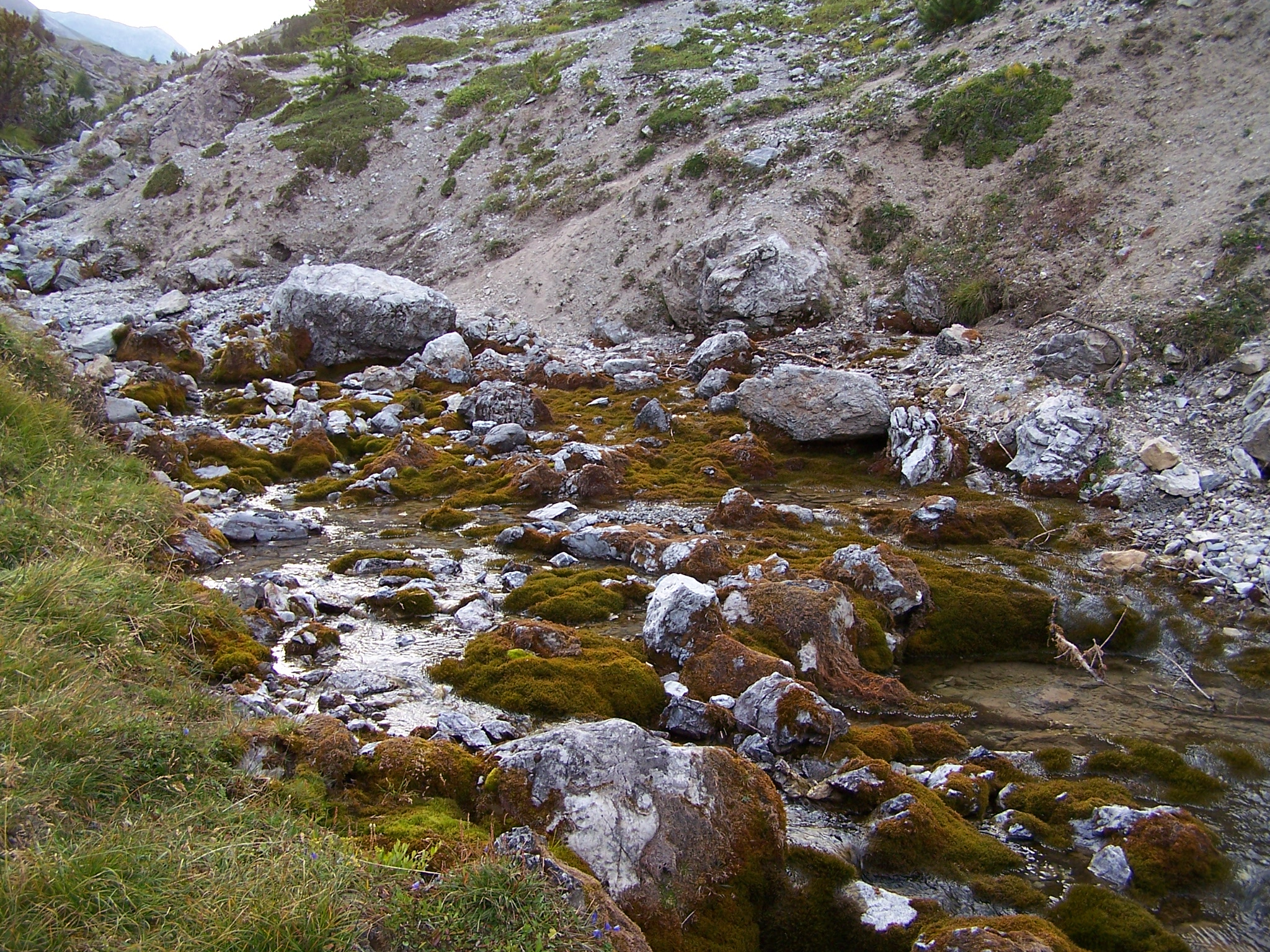
Le sorgenti dell'Adda

L'Adda nasce in Val Alpisella nelle Alpi Retiche, dove alla quota di 2 122 metri si trova la sorgente omonima. Dopo aver disceso la Valle di Fraele, alimentando i Laghi di Cancano, riceve le acque del torrente Braulio, primo affluente di media portata. Giunge poi nel comune di Bormio, dove raccoglie le acque dei torrenti Viola Bormina e Frodolfo, prosegue in direzione sud fino a Tirano dove raccoglie le acque del Poschiavino, per poi continuare verso ovest lungo la Valtellina. All'altezza di Sondrio riceve le acque del torrente Mallero, per poi raccogliere quelle del Masino ad Ardenno, del Bitto e del Tartano a Morbegno. Successivamente si immette, presso Colico (Lecco), nel lago di Como, passando per il Pian di Spagna.
Nella bassa Valtellina l'alveo ha subito diverse modifiche, umane e naturali, assumendo l'attuale configurazione rettilinea su volere del governo Austriaco nel 1838 a opera dell'ingegnere e architetto Giuseppe Cusi.

### Il Lago di Como
Il fiume è il principale immissario del Lario con una portata media di 87 m³/s; nel lago si gettano anche il Mera (23 m³/s) e altri immissari minori. A sud, da Lecco, il fiume prosegue come unico emissario con una portata di circa 130 m³/s, formando due piccoli bacini lacustri, il lago di Garlate e il lago di Olginate.

### Pianura e foce

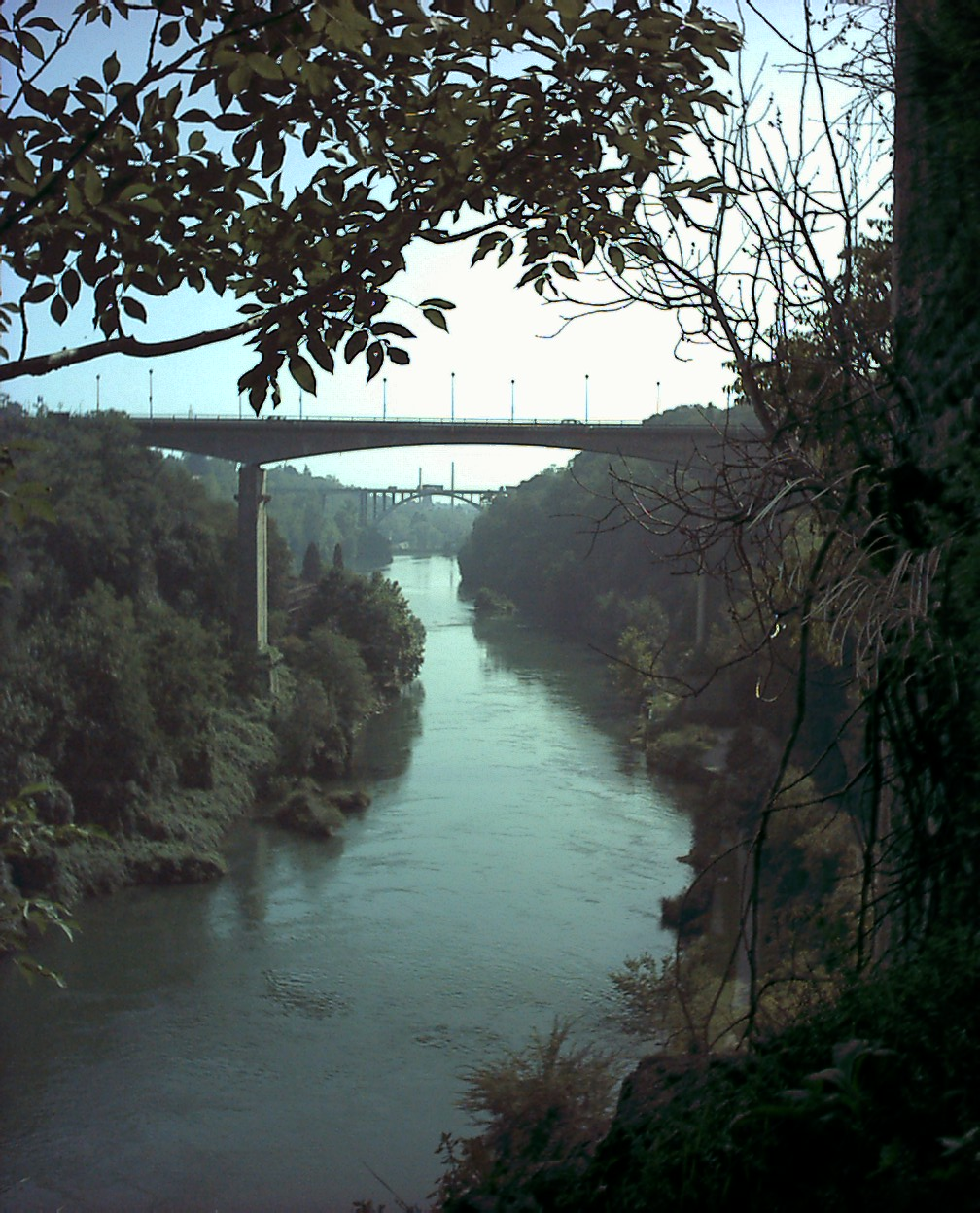
L'Adda a Trezzo sull'Adda

Il fiume prosegue il suo percorso in direzione sud in profonde gole che separano la provincia di Bergamo dalle limitrofe province di Lecco e Monza e Brianza. Questo tratto è ricco di capolavori di archeologia industriale (es. il ponte San Michele) ed è compreso nel parco regionale dell'Adda Nord. All'altezza di Crespi d'Adda il fiume raccoglie le acque del fiume Brembo scorrendo in territorio sempre più pianeggiante. All'altezza di Lodi devia in direzione sud-est serpeggiando in territorio totalmente pianeggiante. All'altezza di Gombito, in Provincia di Cremona, riceve le acque del fiume Serio e prosegue fino alla sua confluenza col Po a Castelnuovo Bocca d'Adda. Quest'ultimo tratto è compreso nel parco regionale dell'Adda Sud.

## Regime

### Portate medie mensili

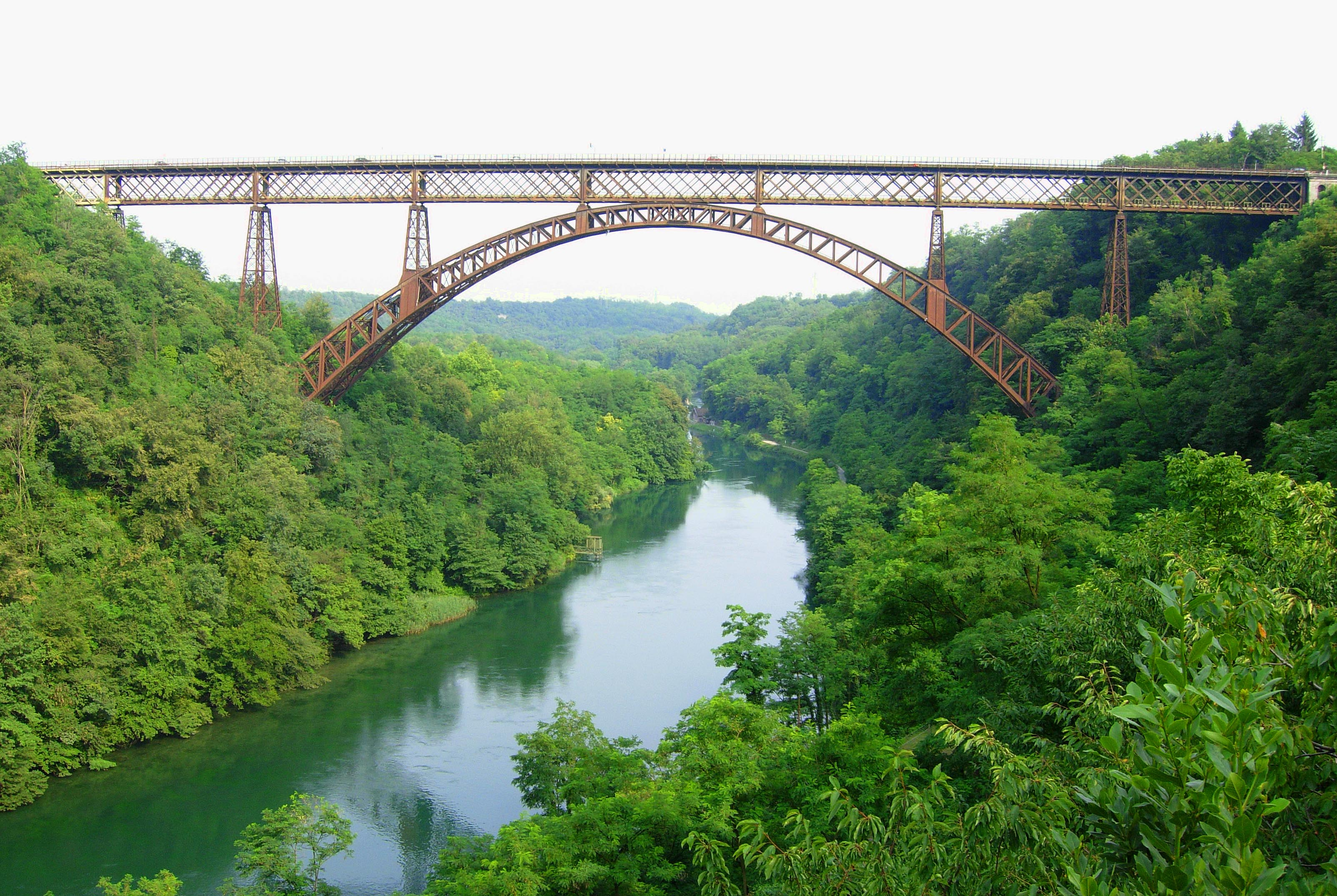
Ponte sull'Adda a Paderno d'Adda

Il regime dell'Adda è di tipo alpino e viene modulato dal Lago di Como tramite la diga di Olginate, di cui è contemporaneamente il maggiore immissario e l'unico emissario. Il modulo medio annuo presso la foce nel Po è notevole in quanto pari a circa 190 m³/s. Tuttavia, nei periodi di forte siccità (come, per esempio, l'estate 2003) la portata minima del fiume può scendere anche notevolmente toccando valori di 18 m³/s, mentre quella massima può anche superare i 1000 m³/s, come nel 1987 (1836 m³/s in afflusso al Lario). Tale regime tuttavia è ampiamente modificato da indigamenti costruiti a scopo di sfruttamento idroelettrico, presenti soprattutto nella zona montana, ma anche nel basso corso (Pizzighettone).

### Alluvioni e variazioni del corso

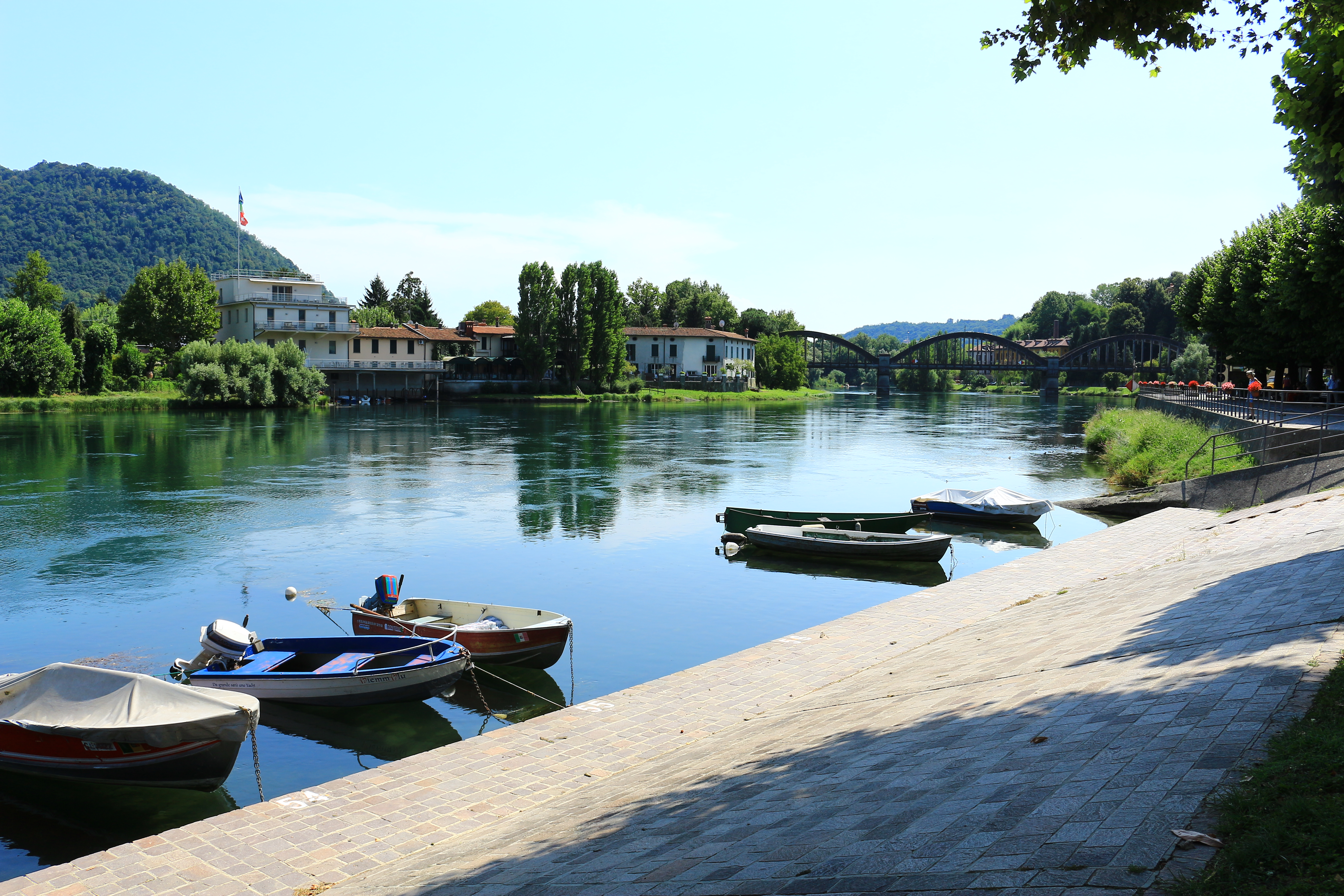
L'Adda a Brivio

Storicamente l'Adda è stato soggetto a piene ed esondazioni su tutto il suo percorso: ha cambiato più volte il suo alveo, sia in Valtellina (Villa di Tirano e Val di Pola), sia sul Pian di Spagna (storica rimane l'alluvione del 1520, che stravolse la morfologia della zona) sia nel suo basso corso. Nonostante gli interventi umani, che hanno progressivamente ridotto la possibilità di esondazioni, non sono mancati eventi di piena eccezionali: nel novembre 2002, per esempio, forti piogge ingrossarono notevolmente il fiume, tra l'uscita dal lago di Como e la confluenza con il Brembo, causando così una violenta piena di 2500 m³/s che sommerse in parte la città di Lodi.

## Ambiente

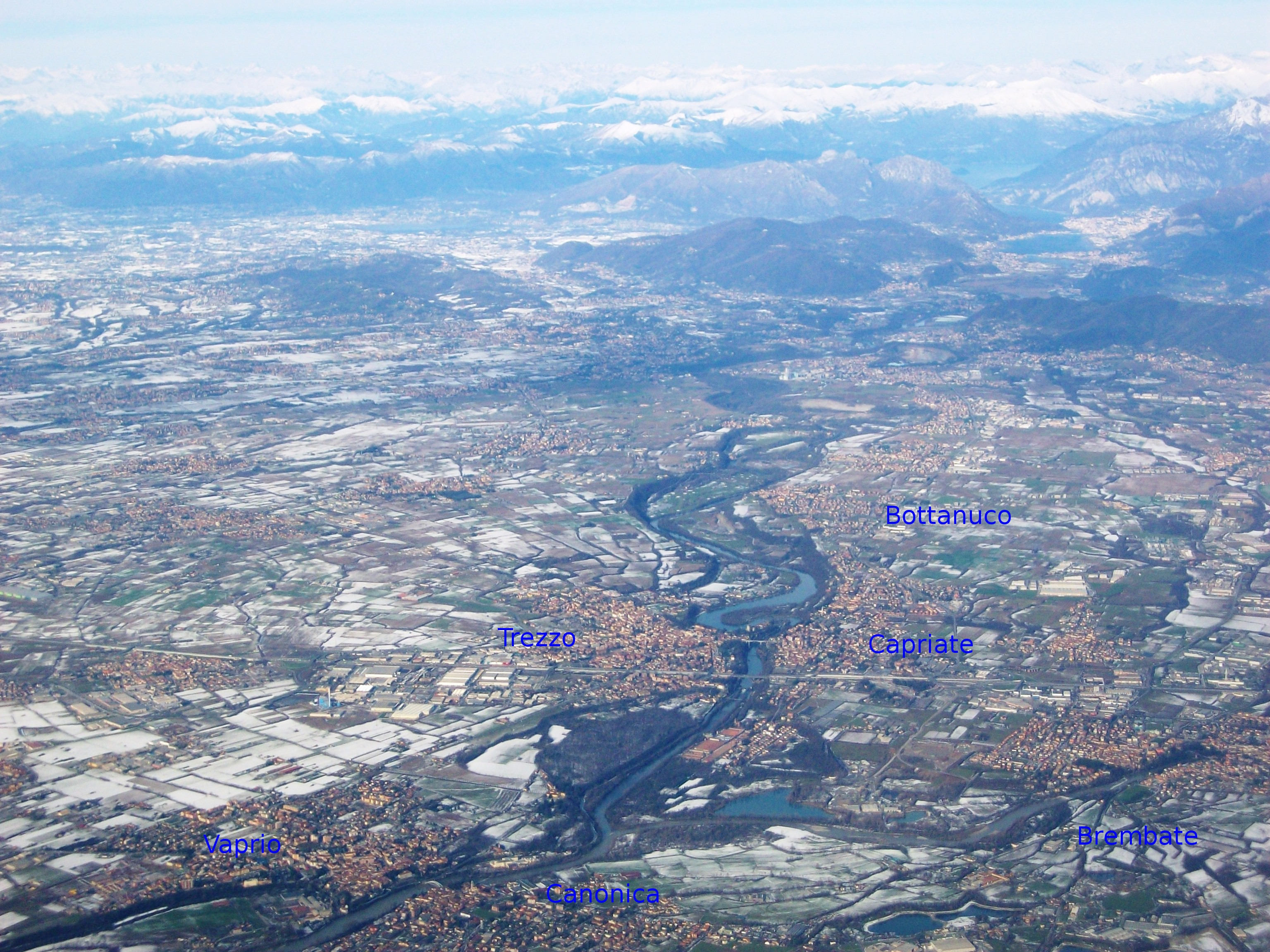
Visuale aerea del corso dell'Adda dal ramo di Lecco del lago di Como a Vaprio d'Adda, con indicazione dei principali paesi

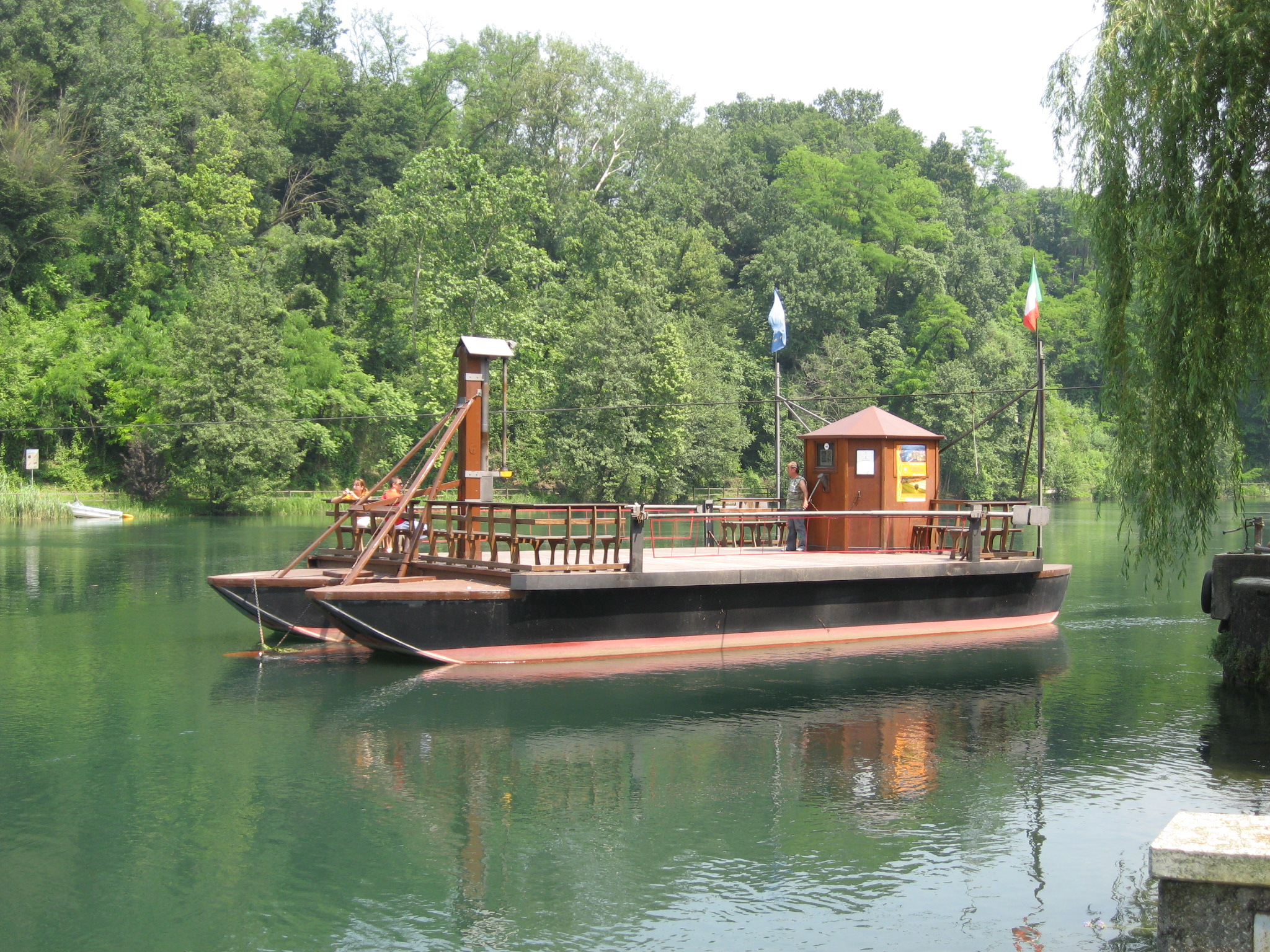
Il Traghetto di Leonardo all'interno del Parco Adda Nord collega Imbersago a Villa d'Adda

Nella parte alpina del corso è presente un parco nazionale e una riserva naturale:
- Parco nazionale dello Stelvio
- Riserva naturale Pian di Spagna e Lago di Mezzola

Lungo il corso inferiore del fiume esistono due parchi naturali, istituiti nel 1983:
- Parco Adda Nord, che si estende in lunghezza per 54 km, da Lecco - punto in cui l'Adda lascia il Lago di Como - a Truccazzano (Milano);
- Parco Adda Sud, che si estende per 60 km, da Rivolta d'Adda (CR) a Castelnuovo Bocca d'Adda (LO).

### Flora
Specie presenti lungo il corso del fiume sono:
- acero campestre (Acer campestre)
- campanellino estivo (Leucojum aestivum)
- olmo campestre (Ulmus minor)
- ontano nero (Alnus glutinosa)
- farnia (Quercus robur)
- salice bianco e grigio (Salix alba e Salix cinerea)
- salicone (Salix caprea)
- sambuco nero (Sambucus nigra)
- sanguinello (Cornus sanguinea)

### Fauna
Altrettanto diversificata la fauna selvatica: 
- tritone comune (Triturus vulgaris)
- natrice dal collare e tassellata (Natrix natrix e tessellata)
- orbettino (Anguis fragilis)
- airone cinerino (Ardea cinerea)
- garzetta (Egretta garzetta)
- gruccione (Merops apiaster)
- nitticora (Nycticorax nycticorax)
- picchio rosso maggiore (Dendrocopos major)
- poiana (Buteo buteo)

## Monumenti e luoghi d'interesse

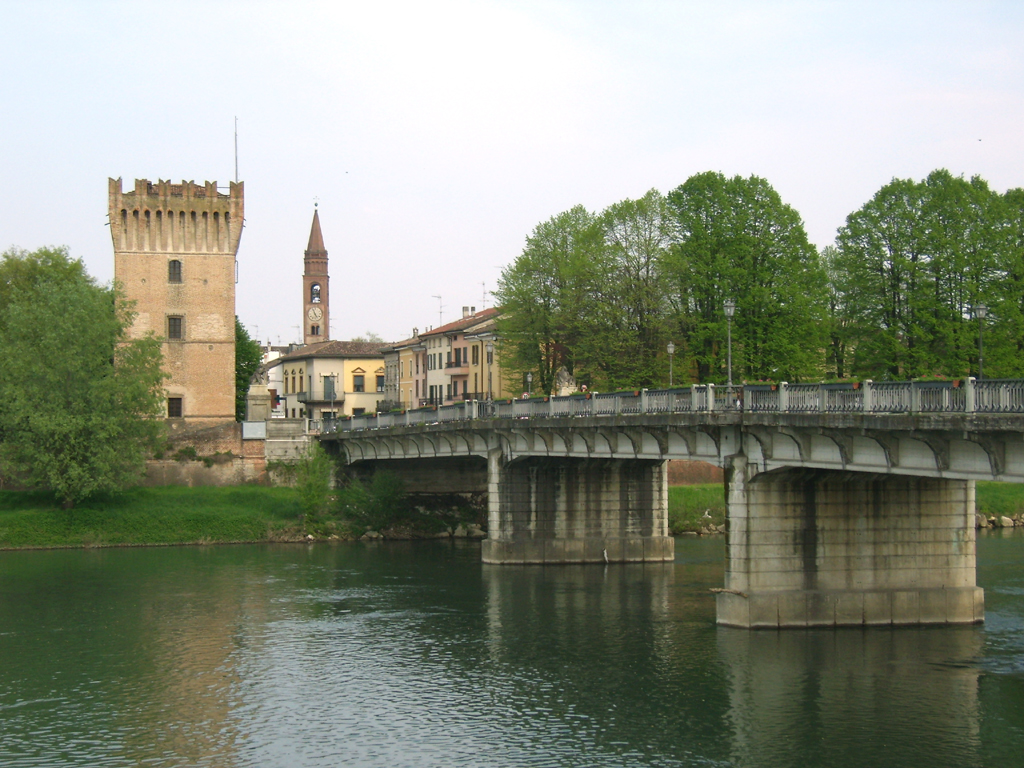
L'Adda a Pizzighettone

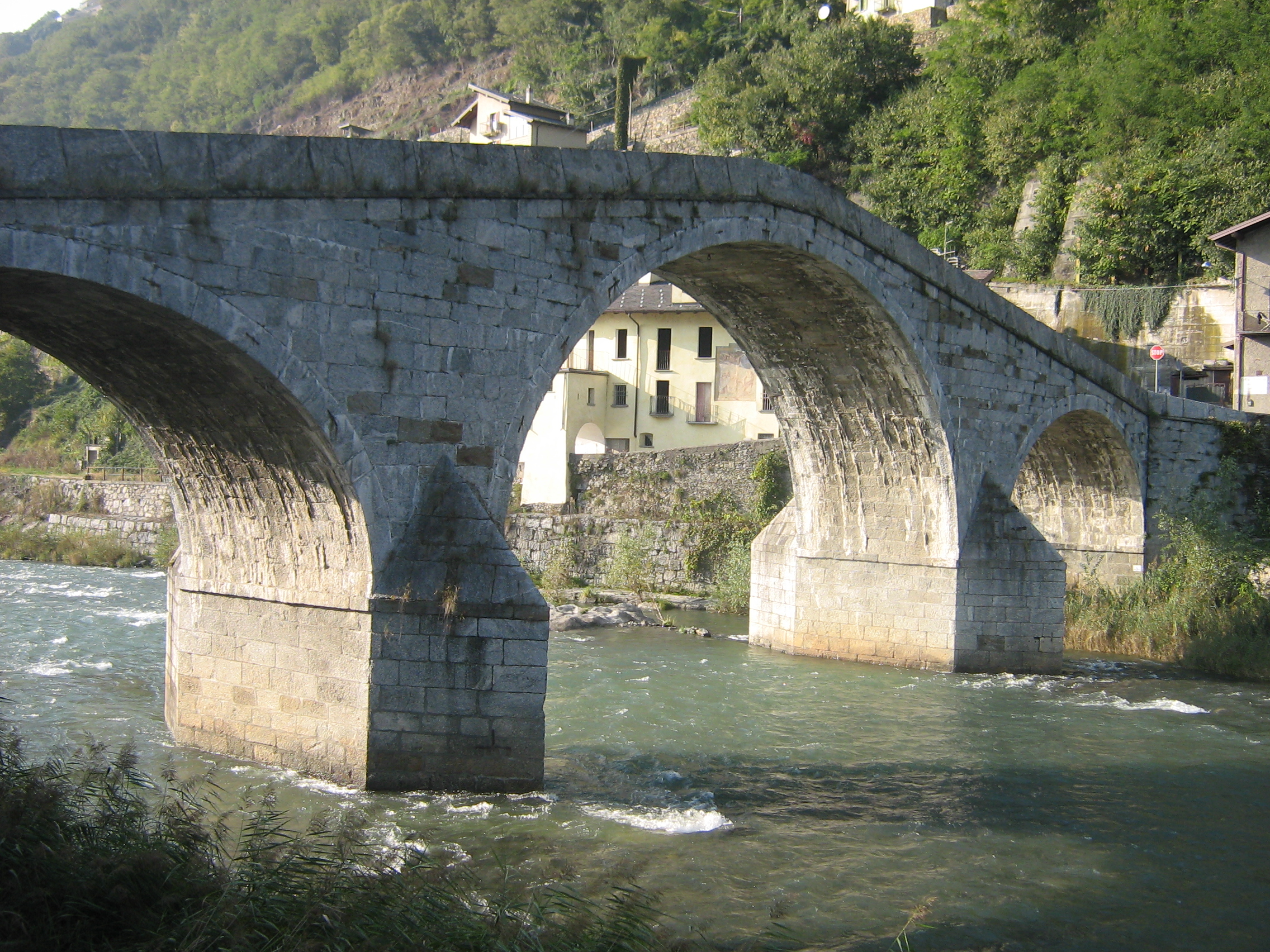
Il ponte di Ganda a Morbegno

Il corso del fiume già sul nascere attraversa la zona montuosa dell'Alta Valtellina immersa nel Parco nazionale dello Stelvio fino al raggiungimento dell'antico Contado di Bormio, vi sono poi altri parchi naturalistici, come quelli di Rivolta d'Adda, Zelo Buon Persico (Lodi) e Camairago.
Di grande pregio è senz'altro il ponte di Ganda a Morbegno, opera settecentesca di vitale importanza per gli scambi commerciali della zona, collegando le due sponde del fiume Adda. L'imponente struttura a dorso di mulo fu realizzata con grossi blocchi di pietra che gli conferiscono una immagina di solidità che pare persin eccessiva. Bisogna però ricordare che quest'opera fu realizzata in sostituzione di un precedente ponte miseramente crollato in occasione di una piena del fiume.
Dei monumenti presenti lungo le sponde dell'Adda sono da ricordare il Forte di Fuentes (Colico), la fortezza di Trezzo sull'Adda e la città murata di Pizzighettone, imponenti esempi di architettura militare che rievocano i periodi in cui il fiume rappresentava una barriera anche militare.
Interessante pure il cosiddetto «Traghetto di Leonardo», che collega Imbersago (Lecco) a Villa d'Adda (Bergamo), fedele ricostruzione di un progetto ideato da Leonardo da Vinci.
Da ricordare anche il Ponte di Paderno, lungo 226 m e alto 80 sopra il livello del fiume, formato da un'unica campata in ferro. Questi ultimi due monumenti sono compresi nel tracciato di un ecomuseo che si sviluppa lungo le rive del fiume per 21 km da tra le province di Lecco, Monza e Brianza, Milano e Bergamo.

## Storia, cultura e curiosità
(Alessandro Manzoni, I promessi sposi, capitolo XVII, Renzo raggiunge l'Adda)
L'Adda ha sempre assolto la duplice funzione di confine e collegamento: già sotto il dominio longobardo, tale fiume era al confine tra Neustria e Austria. In età comunale furono realizzati alcuni ponti in legno sull'Adda, ma si trattava di ponti mobili che, in caso di guerra, potevano essere velocemente smantellati, solo nella seconda metà del Trecento, Bernabò Visconti fece realizzare un grandioso ponte fortificato in pietra presso il castello di Trezzo d'Adda. Tuttavia, nel 1416, il Carmagnola conquistò il castello di Trezzo e fece demolire il ponte, che non fu più ricostruito. Dal Quattrocento alla fine del Settecento divise il Ducato di Milano dalla Repubblica di Venezia, sino all'occupazione napoleonica.
Durante il medioevo l'Adda fu al centro di alcune operazioni militari, come nel 1259, quando una squadra navale veneziana risalì il fiume e distrusse il ponte gettato da Ezzelino da Romano nel tentativo di attaccare Milano o, più tardi, nel 1373, quando Amedeo VI di Savoia, allora in guerra contro i Visconti, fece realizzare un ponte fortificato a Brivio per attraversare con il suo esercito il fiume, ma fu contrastato da alcuni galeoni viscontei che erano discesi da Lecco.
In Valtellina ha consentito lo sviluppo della locale industria mineraria, facilitando il trasporto del materiale estratto, come pure delle segherie della zona.
Attualmente il corso dell'Adda segna il confine linguistico tra i dialetti lombardo-occidentali e lombardo-orientali, mentre nella zona di Trezzo sull'Adda e dintorni il fiume segna il confine esatto tra la Provincia di Milano e quella di Bergamo.

## Leonardo e l'Adda
Tra il 1483 e il 1512 Leonardo frequentò villa Melzi a Vaprio d'Adda. Fu incaricato da Ludovico il Moro di studiare il corso dell'Adda tra Paderno d'Adda e Trezzo sull'Adda alla ricerca di una possibile navigabilità. Da questo impegno nacquero molte pagine del suo codice Atlantico, dove troviamo non solo intuizioni e progetti corredati da calcoli finanziari e di fattibilità, ma anche disegni analitici sull'ambiente che andava esplorando.
Leonardo era attento all'attività che si svolgeva sulle rive. Per facilitare l'attraversamento dell'Adda propose la costruzione di un traghetto che portava da una riva all'altra senza usare i remi. Questa soluzione è stata adottata in molti tratti dell'Adda. Nel 1955, all'altezza del Mulinetto, era ancora in funzione un traghetto che collegava Cornate d'Adda con Suisio; era sicuro perché ancorato ad un filo d'acciaio si muoveva con l'aiuto di un solo remo facendo forza sul fondale. Rimasto in attività sino al 1955, il traghetto non aveva dimensioni notevoli, poteva portare non più di 5 persone ed era utilizzato soprattutto d'estate.
Leonardo ha dedicato molti disegni al collegamento tra il Lario e Milano. Vi è un progetto di un canale derivato all'altezza di Brivio, in sponda a destra; il tracciato segue la sponda destra del fiume, mantenendo però una pendenza minore, per piegare poi bruscamente ad ovest e inoltrarsi nella pianura. A ridosso della scarpata, in prossimità del Santuario della Madonna della Rocchetta, vi è un altro canale più stretto chiamato Naviglio di Paderno anch'esso sicuramente progettato per la navigazione. Questo secondo canale doveva abbandonare la valle dell'Adda per giungere forse a Milano. Si direbbe che Leonardo con questo progetto voglia realizzare due soluzioni:
1. il by pass delle rapide per garantire la navigazione dell'Adda da Trezzo fino al lago;
2. il nuovo canale che oltre a giungere a Milano consentiva di irrigare un ampio territorio a nord della Martesana.

Ci è rimasto uno schizzo prospettico che rappresenta le pendenze dell'alveo dell'Adda, del tracciato del canale e dell'andamento della pianura a partire da Brivio fin quasi a Trezzo.
Leonardo si pone il problema della pendenza; la diga, innalza il pelo dell'acqua in corrispondenza dei Tre Corni sino al livello del “Laco di Brivio”. Il progetto è di dimensioni imponenti e sproporzionate alle capacità dell'epoca, anche se Leonardo si preoccupa di studiare il modo di scavare le fondamenta al riparo dell'acqua e tagliare nella roccia le spalle della diga, in modo che questa possa scaricarvi parte della pressione esercitata dall'acqua. La realizzazione di queste opere grandiose non è stata neanche tentata, e nei secoli seguenti è risultato comunque abbastanza difficile porre in opera anche il progetto più semplice, vale a dire il Naviglio di Paderno.

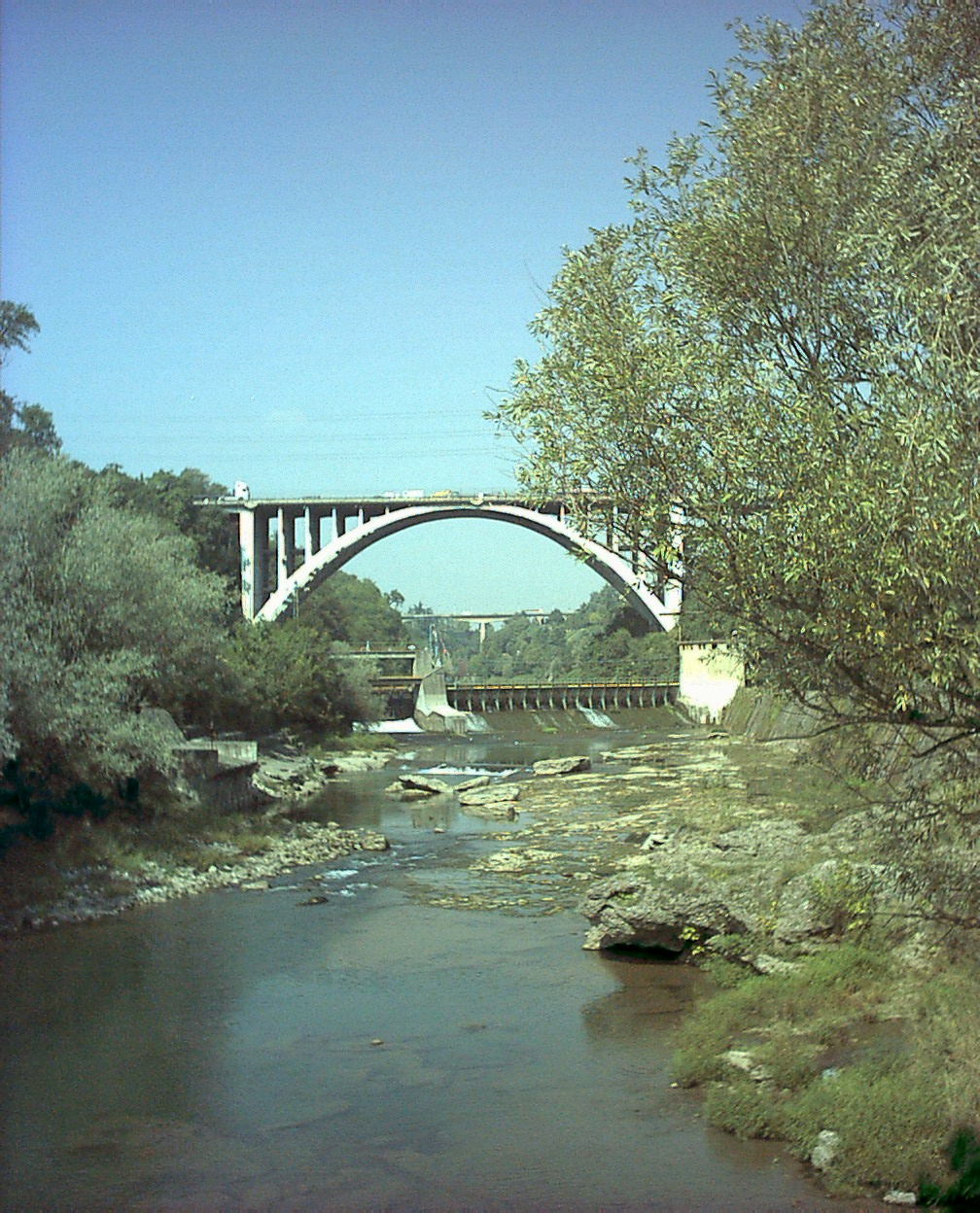
Adda da Crespi